# Funan (phim)
Funan (tiếng Khmer: ហ្វូណន) là một phim hoạt họa dã sử 2D do Denis Do biên kịch và đạo diễn, xuất bản ngày 11 tháng 6 năm 2018 tại Liên hoan phim hoạt họa quốc tế Annecy.

## Lịch sử
Tác giả Denis Do sinh trưởng tại Pháp, mang trong mình ba huyết thống Pháp, Hoa và Khmer. Truyện phim dựa trên những khảo cứu lịch sử của ông kết hợp tự thuật của mẹ ông - nguyên mẫu nhân vật Chou. Nhan đề Funan nhằm phiếm chỉ truyền thống lâu đời của xứ Kampuchea.

## Nội dung
Chou cùng chồng tên Khuon an cư tại Phnôm Pênh với con trai Sovanh, anh chồng Meng, mẹ và bà Chou, cả mấy cháu nhỏ Hout, Tuch và Lili. Thế rồi Khmer Đỏ tràn về, lùa hết thị dân đi sơ tán. Sovanh và bà ngoại bị tách khỏi gia đình.
Trải bao biến cố, gia đình chết gần hết. Khuon và Chou mặt mày hốc hác nhận ra nhau trong bệnh xá. Anh bảo cô rằng đã tìm thấy Sovanh và động viên vợ nỗ lực sống sót.
Khi quân Việt Nam tràn sang, cả dân chúng và tàn quân Khmer Đỏ lại chạy về biên giới Thái Lan. Quân Khmer Đỏ tiếp tục ra tay tàn sát. Khuon bị bắn chết, chỉ còn Chou và Sovanh trốn được sang Thái Lan.

## Kĩ thuật
Phim được thực hiện với tổng ngân khoản $15,152.

### Sản xuất
- Tuyển lựa: Céline Ronté, Stephanie Sheh
- Giám chế: Michael Crouzat
- Hiệu ứng: Aline Salvi

### Diễn xuất
- Bérénice Bejo... Chou
- Louis Garrel... Khuon
- Colette Kieffer... Nay
- Aude-Laurence Clermont Biver... Chan
- Brice Montagne... Meng
- Franck Sasonoff... Trùm Khmer Đỏ
- Hervé Sogne... Virak
- Maxime Baudoin... Hout
- Tom Trouffier... Tuch
- Lila Lacombe... Lili
- Emilie Marié... Peuv
- Céline Ronté... Mẹ Chou
- Thierry Jahn... Sok
- Eugénie Anselin
- Jérôme Varanfrain
- François Baldassare
- Magali Rosenzweig
- Jérôme Ragon
- Guillaume Bourboulon
- Clément Moreau
- Jérémy Bardeau
- Catherine Cerda
- Laure Berend-Sagols
- Nilton Martin
- Maya Gilliss-Chapman... Peuv
- Ren Hanami... Mẹ Chou
- Erika Ishii... Chan
- Aleks Le... Hout
- Eddy Lee... Meng
- Chad Moeun... Sok
- Griffin Puatu... Tuch

## Hậu trường
Bộ phim thu hút thiện cảm của dư luận và được gửi đi công chiếu tại một số liên hoan điện ảnh.